# Trio Esperança
Trio Esperança es un conjunto vocal de rhythm & blues y soul formado en Río de Janeiro en 1958 por los hermanos Mario, Regina y Evinha.

## Trayectoria artística
Su primera aparición artística fue en 1961 en el concurso de talentos de Hélio Ricardo y luego en el programa de José Messias en Radio Mundial, de Río de Janeiro.
El éxito llegó con el lanzamiento del tema musical "Filme Triste" (Sad Movie, versión de Romeu Nunes) incluido en el LP "Nós Somos Sucesso" de 1963, junto a la canción "O Sapo" (Jaime Silva y Neusa Teixeira).
El trío actuó en el programa "Jovem Guarda", de TV Record de San Pablo, destacándose con "Meu Bem Lollipop" (My Boy Lollypop, versión de Gerson Gonçalves), "Festa do Bolinha" (Roberto Carlos y Erasmo Carlos), "Gasparzinho" (Renato Correia).
En 1968 la cantante Evinha Correia dejó el grupo y comenzó a actuar como solista, logrando el primer lugar en el "IV FIC", con la canción "Cantiga para Luciana" (Paulinho Tapajós y Edmundo Souto).
Incorporando otra hermana, Marisa, la banda grabó el LP "Trio Esperança" en 1970, con "Primavera" (Casiano y Rochael); "Trio Esperança" en 1971 con "Na Hora do Almoço (Belchior); "Trio Esperança" en 1974 con "Arrasta a Sandália" (Roberto Correia y John Lemos); y "Trio Esperança" en 1975, con Marambaia (Henricão y Rubens Campos), todos grabados por EMI-Odeon.